# روبرت كيرتس براون
روبرت كيرتس براون (بالإنجليزية: Robert Curtis Brown)‏ هو ممثل أمريكي ولد في 27 أبريل 1957.

## روابط خارجية
- روبرت كيرتس براون على موقع IMDb (الإنجليزية)
- روبرت كيرتس براون على موقع ألو سيني (الفرنسية)
- روبرت كيرتس براون على موقع أول موفي (الإنجليزية)
- روبرت كيرتس براون على موقع قاعدة بيانات برودواي على الإنترنت (الإنجليزية)
- روبرت كيرتس براون على موقع قاعدة بيانات الفيلم (الإنجليزية)